# Maria Lourdes Fernando
Maria Lourdes Carlos-Fernando of kortweg Marides Fernando (Quezon City, 10 februari 1957) is een politicus in de Filipijnen. Fernando was van 2001 tot en met 2010 burgemeester van Marikina City. In 2008 was Fernando genomineerd voor de titel wereldburgemeester van het jaar. Ze is getrouwd met Bayani Fernando, politicus en voormalig voorzitter van het Metropolitan Manila Development Authority (MMDA).

## Biografie
Fernando volgde een opleiding in het hoger Hotel Management. In 1978 haalde ze haar Bachelor-diploma Hotel Management aan de University of the Philippines. Twee jaar later volgde haar Master-diploma aan de Cornell University in Ithaca, New York. Van 1982 tot 1985 werkte ze als consultant voor diverse cateringbedrijven. Ook gaf ze in 1983 les aan de University of the Philippines. Van 1985 tot 1992 bekleedde ze een managementsfunctie bij BF Corporation, het bedrijf van haar man Bayani Fernando. Tijdens diens termijn als burgemeester van Marikina City volgde ze hem op als Voorzitter van de Raad van Bestuur. Na zijn derde en laatste termijn als burgemeester werd Bayani voorzitter van de MMDA en werd Marides gekozen als burgemeester van Marikina. In 2004 en 2007 werd ze herkozen.